# کازیورا
کازیورا (به لاتین: Kazivera) یک منطقهٔ مسکونی در قبرس است که در ناحیه نیکوزیا واقع شده‌است.

## خصوصیات
کازیورا ۱٬۰۴۲ نفر جمعیت دارد.